# بیصین
بیصین (به عربی: بیصین) یک روستا در سوریه است که در ناحیه حربنفسه واقع شده‌است. بیصین ۳٬۲۲۴ نفر جمعیت دارد.